# Allsvenskan i ishockey 1984
Allsvenskan i ishockey 1984 spelades mellan de två bästa lagen från respektive grundserie i Division I. Detta var andra säsongen med Allsvenskan som slutspelsserie till Division I. Upplägget betecknades redan som succé och man talade om att permanenta Allsvenskan för att lagen skulle slippa transportsträckan genom Division I under hösten. 
Inför årets serie var Luleå och Hammarby favoriter, men det var Falun som började bäst med segrar mot Mora, Huddinge och Troja. När så Luleå tappade poäng hemma mot Timrå var det Falun som gick upp i serieledning. I fjärde omgången vann sedan Mora mot Luleå hemma samtidigt som Falun tog sin fjärde raka borta mot Timrå och serien toppades nu av två dalalag. Sedan var det slut på sensationerna. Falun vann bara en match till och Luleås förlorade bara en ytterligare. 
Jönköpingslaget HV71 slogs med Stockholmslaget Hammarby om den andra platsen till finalen, men efter den näst sista omgången stod det klart att Hammarby skulle få finalplatsen. Luleå vann serien med god marginal och tappade bara fem poäng under hela Allsvenskan. De två främsta lagen, Luleå och Hammarby, fick spela Allsvenska finalen där vinnaren fick en plats i Elitserien. Lag 3–6 gick vidare till Playoff, medan de två sista lagen var färdigspelade för säsongen och kvalificerade för Division I nästa säsong.

## Tabell
| Nr | Lag              | S  | V  | O | F | GM | IM | MS  | P  |
| -- | ---------------- | -- | -- | - | - | -- | -- | --- | -- |
| 1  | Luleå HF         | 14 | 11 | 1 | 2 | 76 | 44 | +32 | 23 |
| 2  | Hammarby IF      | 14 | 7  | 2 | 5 | 68 | 49 | +19 | 16 |
| 3  | HV71             | 14 | 7  | 1 | 6 | 65 | 55 | +10 | 15 |
| 4  | Mora IK          | 14 | 6  | 2 | 6 | 54 | 59 | −5  | 14 |
| 5  | IF Troja-Ljungby | 14 | 6  | 1 | 7 | 64 | 64 | 0   | 13 |
| 6  | Huddinge IK      | 14 | 5  | 1 | 8 | 56 | 77 | −21 | 11 |
| 7  | Falu IF          | 14 | 5  | 1 | 8 | 50 | 74 | −24 | 11 |
| 8  | Timrå IK         | 14 | 3  | 3 | 8 | 52 | 63 | −11 | 9  |

## Allsvenska finalen
Luleå behövde bara tre matcher för att vinna finalen och får sin plats i Elitserien. Hårdast kamp var det i andra matchen där Luleå på Johanneshov hämtade in ett underläge med 4–1. Med 22 sekunder kvar av matchen gjorde så Lars-Göran Niemi segermålet 6–7. Hammarby IF gick istället vidare till Kvalserien.
- Luleå HF–Hammarby IF 5–1 (2–1, 2–0, 1–0) publik 4 518
- Hammarby IF–Luleå HF 6–7 (4–1, 0–3, 2–3) publik 5 514
- Luleå HF–Hammarby IF 7–4 (4–0, 2–0, 1–4) publik 5 314